# Nichita Naumciuc
Nichita Naumciuc (15 de junio de 2003) es un deportista moldavo que compite en remo.
Ganó dos medallas de bronce en el Campeonato Mundial de Remo, en los años 2023 y 2024, y dos medallas de bronce en el Campeonato Europeo de Remo, en los años 2024 y 2025.

## Palmarés internacional
| Campeonato Mundial | Campeonato Mundial      | Campeonato Mundial | Campeonato Mundial     |
| Año                | Lugar                   | Medalla            | Prueba                 |
| ------------------ | ----------------------- | ------------------ | ---------------------- |
| 2023               | Belgrado (Serbia)       | Medalla de bronce  | Dos sin timonel ligero |
| 2024               | St. Catharines (Canadá) | Medalla de bronce  | Dos sin timonel ligero |
| Campeonato Europeo |                         |                    |                        |
| Año                | Lugar                   | Medalla            | Prueba                 |
| 2024               | Szeged (Hungría)        | Medalla de bronce  | Dos sin timonel ligero |
| 2025               | Plovdiv (Bulgaria)      | Medalla de bronce  | Dos sin timonel ligero |